# 尤厄爾
尤厄爾（Ewell）是英國的一座城鎮，位於薩里郡的東北部，距離倫敦市中心約12英里（19公里）。尤厄爾和鄰近的埃普索姆共同構成埃普索姆和尤爾自治市鎮。有人口34,872人。
1538年，英格蘭國王亨利八世曾在此處建造無雙宮，慶祝在位30年以及兒子愛德華六世的誕生。